# Jan Kazda
Jan Kazda (* 4. listopadu 1975) je český kickboxer ve váhové kategorii do 91 kg a trenér, mistr světa, Evropy a České republiky.
Společně se svým stejně starým bratrem Petrem Kazdou, vicemistrem světa, mistrem Evropy a České republiky, jsou trenéři kickboxu v Turnově.

## Výkony a ocenění
- 2008: Sportovec Pojizeří, Sportovec Turnova, Cena fair play 2008[2]

### Soutěže
- 2000: 3. místo MS WKA
- 2007: 3. místo MS WTKA
- 2008: 1. místo MS WTKA
- 2008: 2. místo MS ISKA
- 2009: 3. místo MS WTKA

- 1996: 2. místo ME WKA
- 2005: 3. místo ME WKA
- 2006: 1. místo ME ISKA
- 2006: 3. místo ME WPKA
- 2007: 3. místo ME ISKA

- MČR: 5x 1. místo (1994, 1996, 1997, 2000, 2010)